# Markaz Muţūbas
Markaz Muţūbas (arabiska: مركز مطوبس) är en region i Egypten.   Den ligger i guvernementet Kafr el-Sheikh, i den norra delen av landet, 160 km norr om huvudstaden Kairo.